# Camí de la Rua

El Camí de la Rua, respecte del terme d'Abella de la Conca

El Camí de la Rua és una pista rural transitable del terme municipal d'Abella de la Conca, a la comarca del Pallars Jussà.
Arrenca de la carretera L-511 al Coll de Faidella cap al sud-est, passa per les Solanes de Cal Negre i a ran -llevant- de Cal Curt i del Coll d'Espina, passa pel Planell i lo Tros Gran, on hi ha la casa de lo Notari, i poc després la de lo Perot, i acaba d'arribar al poble abandonat de la Rua en quilòmetres. Des del poble continua davallant cap al riu, pel camí que es diu, precisament, Camí del Riu.

## Etimologia
Pren el nom del poble al qual mena, des de la carretera L-511, al Coll de Faidella.